# Хансен, Бенте
Бенте Хансен (дат. Bente Hansen, 4 марта 1940, Коллинг, Вайле — 25 апреля 2022) — датская писательница, редактор и активистка за права женщин, видный сторонник Датского движения красных чулок с 1970 года. Она опубликовала ряд книг о социализме и роли женщин и была координационным редактором ежедневной газеты «Dagbladet Information» в середине 1970-х годов, уделяя особое внимание общественным движениям.

## Биография
Хансен родилась 4 марта 1940 года в Коллинге и была дочерью ветеринара Ганса Кристиана Хансена и учительницы Греты Веры Норнильд. После поступления в гимназию Вестиск в Тарме она провела год в Брюсселе, вернувшись в Данию, чтобы изучать литературу в Копенгагенском университете. С 1961 по 1966 год на неё повлияли сильные женские традиции Квиндерегенсена, женского колледжа, в котором она училась. Она получила степень магистра в 1966 году.
В политическом плане на Хансен повлияла группа студентов из Советского Союза, с которой она познакомилась в 1959 году, став активным левым социалистом и членом Социалистической народной партии. Талантливый оратор, она была решительной сторонницей бесплатных абортов и равной оплаты труда; с 1966 года она также работала редактором журнала Politisk Revy, выходящего раз в два месяца. С 1970 года, благодаря контактам с Нинон Шлосс, она постоянно посвящала колонку движению «Красный чулок». В течение следующих 15 лет она стала одним из неофициальных лидеров женского движения Дании, участвовала в сходе на острове Фемё в 1971 году. Вместе с Вибеке Васбо и Метте Кнудсен она разработала ряд документов, ставших идеологией «Красных чулок». Она была основным докладчиком на первом женском собрании в копенгагенском Фелледпарке в 1975 году.
Её роль редактора в «Dagbladet Information» с 1976 года, где она была одной из трёх женщин-редакторов, против которых выступали 33 мужчины, оказалась слишком сложной, что привело к её отставке в 1977 году. Тем не менее, она продолжала работать комментатором B.T.. Позже она участвовала в разработке крупного телесериала о женщинах в рабочем движении, который транслировался в 1986 году. К 1990 году из-за истощения и ухудшения здоровья ей пришлось ограничить свою деятельность.
Бенте Хансен умерла в апреле 2022 года после продолжительной болезни.

## Избранные публикации
Хансен опубликовала следующие книги на датском языке:
- Den marxistiske litteraturkritik (1967)
- Kapitalisme, socialisme, kommunisme (1969)
- Kunst og kapitalisme (1971)
- Kvinderne fra Herning (1971)
- Det lille røde leksikon (1974)
- Forfattere i/mod kapitalismen (1975)
- Dengang i 60’erne (1978)
- I virkeligheden — стихи (1980)
- Fuglen Herbert Jørgensen — детская книга (1990)
- Kommer til live — стихи (1993)
- Til den som elsker en narkoman — беседы с заинтересованными (1995)
- En køn historie — (2004)
- Gud og hvermand — (2008)
- Det kimer nu til julefest — (2011)
- Historien Findes — (2014)